# ヴァレリオ・コンティ
ヴァレリオ・コンティ（Valerio Conti、1993年3月30日 - ）は、イタリア、ローマ出身の自転車競技（ロードレース）選手。

## 経歴
2013年、ランプレ・メリダにてプロキャリアスタート。
2015年、ツアー・オブ・ジャパン伊豆ステージにてステージ優勝。
2016年、ブエルタ・ア・エスパーニャにて、残り20kmからの独走で逃げ切り、見事キャリア最大の勝利を挙げた。

## 主な戦績

### 2013年
- ルオタ・ドーロ　3位

### 2014年
- グラン・プレミオ・ブルーノ・ベゲッリ　優勝

### 2015年
- ツアー・オブ・ジャパン　ポイント賞、区間優勝（第6ステージ）

### 2016年
- ブエルタ・ア・エスパーニャ　区間優勝（第13ステージ）

### 2019年
- ツアー・オブ・ターキー 総合2位

### 2020年
- トロフェオ・マッテオッティ 優勝